# ヴィナーディオ
ヴィナーディオ(伊: Vinadio、ピエモンテ語：Vinaj、オック語：Vinai)は、イタリア共和国北部、ピエモンテ州クーネオ県にある、人口約600人の基礎自治体（コムーネ）。

## 概要

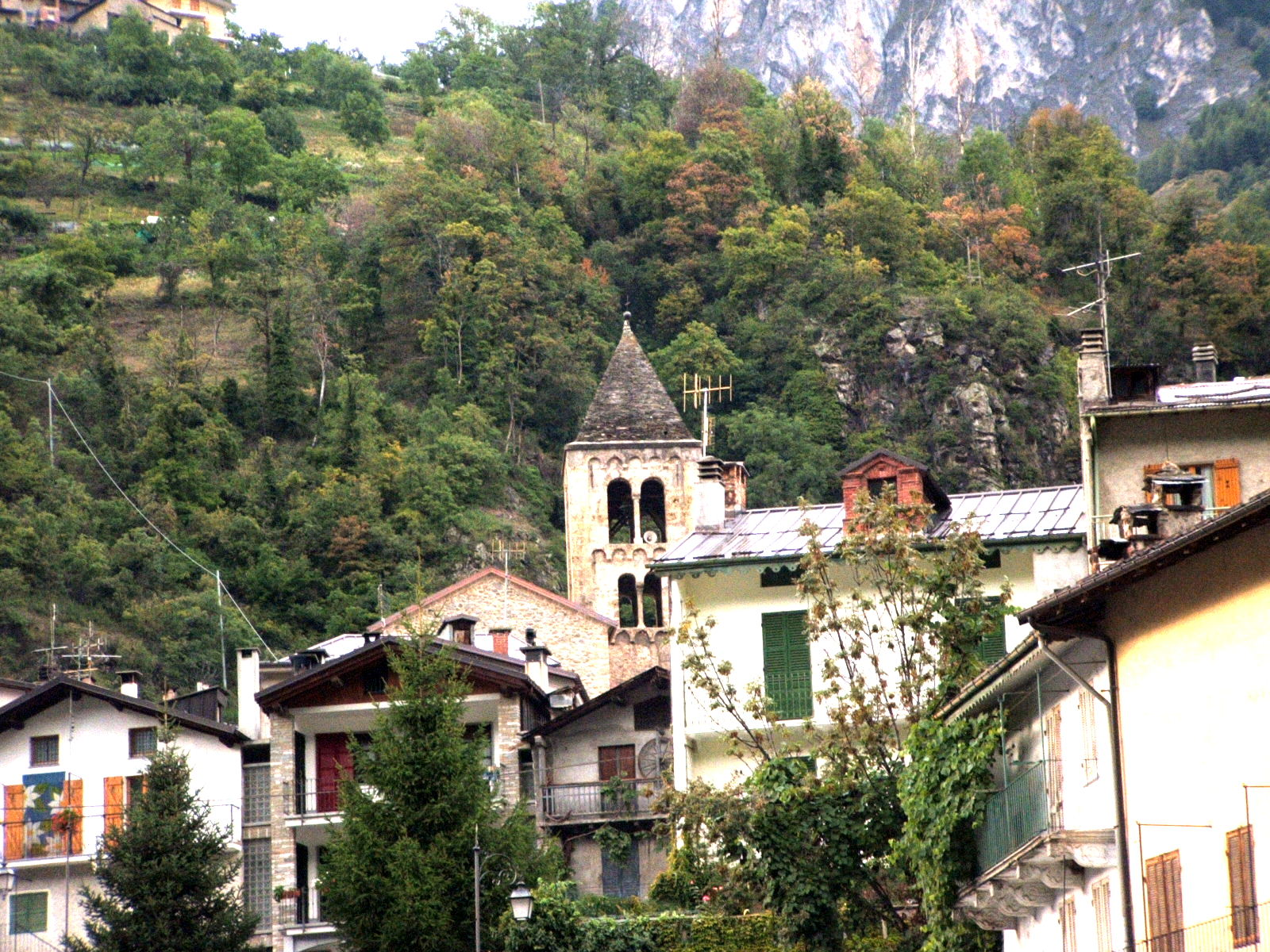
ヴィナーディオ中心部

トリノからは南西へ100km、県都クーネオからは南西30kmの場所に位置する。アルプス山脈の南西部、アルピ・マリッティメ Alpi Marittime（it）の山々に抱かれ、Stura di Demonte川が開いた谷に中心集落がある。フランスと国境を接しており、オクシタニア（オック語が話される地域）のイタリア部分を構成する3つのコムーネのひとつである（残る2つはデモンテ、ピエトラポルツィオ）。
Bagni di Vinadio（標高1305m）には温泉地があり、観光地となっている。

### 隣接コムーネ
隣接するコムーネは以下の通り。括弧内のFR-06はフランスのアルプ＝マリティーム県所属を示す。
- アイゾーネ
- デモンテ
- Isola (FR-06)
- ピエトラポルツィオ
- Saint-Etienne-de-Tinée (FR-06)
- サンブーコ
- ヴァルディエーリ

#### 地震分類
イタリアの地震リスク階級 (it) では、3s に分類される
。

## 行政

### 分離集落
ヴィナーディオには、以下の分離集落（フラツィオーネ）がある。
- Bagni di Vinadio, Besmorello, Callieri, Castellar delle Vigne, Goletta, Neraissa, Pianche, Podio Soprano, Podio Sottano, Pratolungo, Roviera, Sagna, San Bernolfo, Santuario di Sant'Anna, Strepeis

## 名所

### サンタアナ聖堂
分離集落 Sant'Anna にある同名の教会堂 Santuario di Sant'Anna（it）は1681年に建てられたもので、ヨーロッパのキリスト教信仰圏で最も高い位置（標高2010m）にある教会堂である。

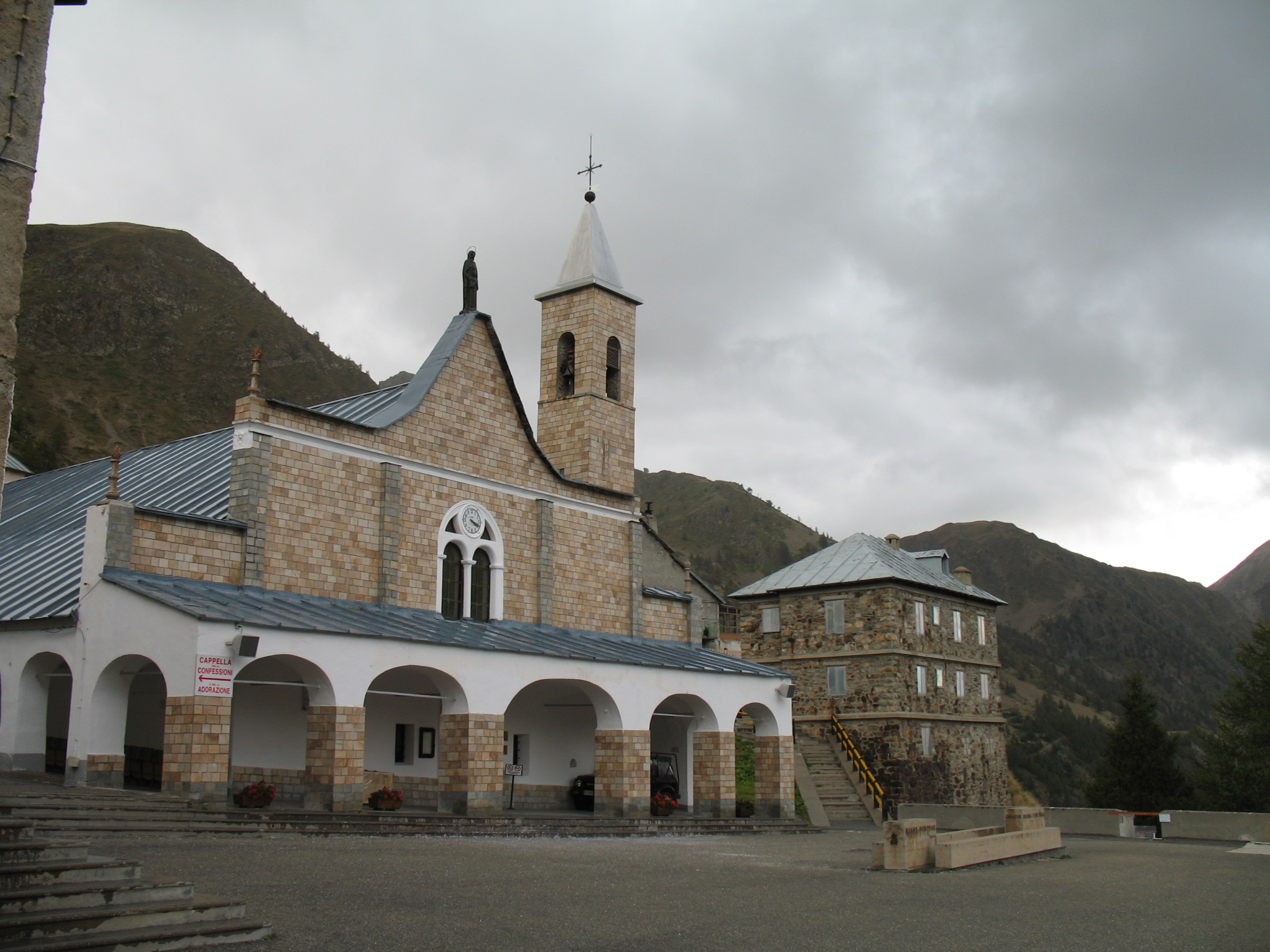

### フォルテ・アルベルティーノ
Forte Albertino（it）は、サルデーニャ王国が19世紀半ばに建設した要塞である。軍事的な施設として、また標高1200mの山岳部に建設された巨大建造物として特徴的なものである。1834年に建設が始まり、2年間の中断をはさんで1847年に完成した。3層構造となっている城壁の総延長は1200m、堀の総延長は10kmに及ぶ。第二次世界大戦中には米英軍による爆撃も受けた。2000年に修復が終わり、現在はツーリストセンター・文化センターとなっている。2003年、町が「2CV友の会世界大会」（World Meeting of 2CV Friends） のホストとなった際にはこの要塞が会場となり、世界各国からおよそ7000人が集まった。

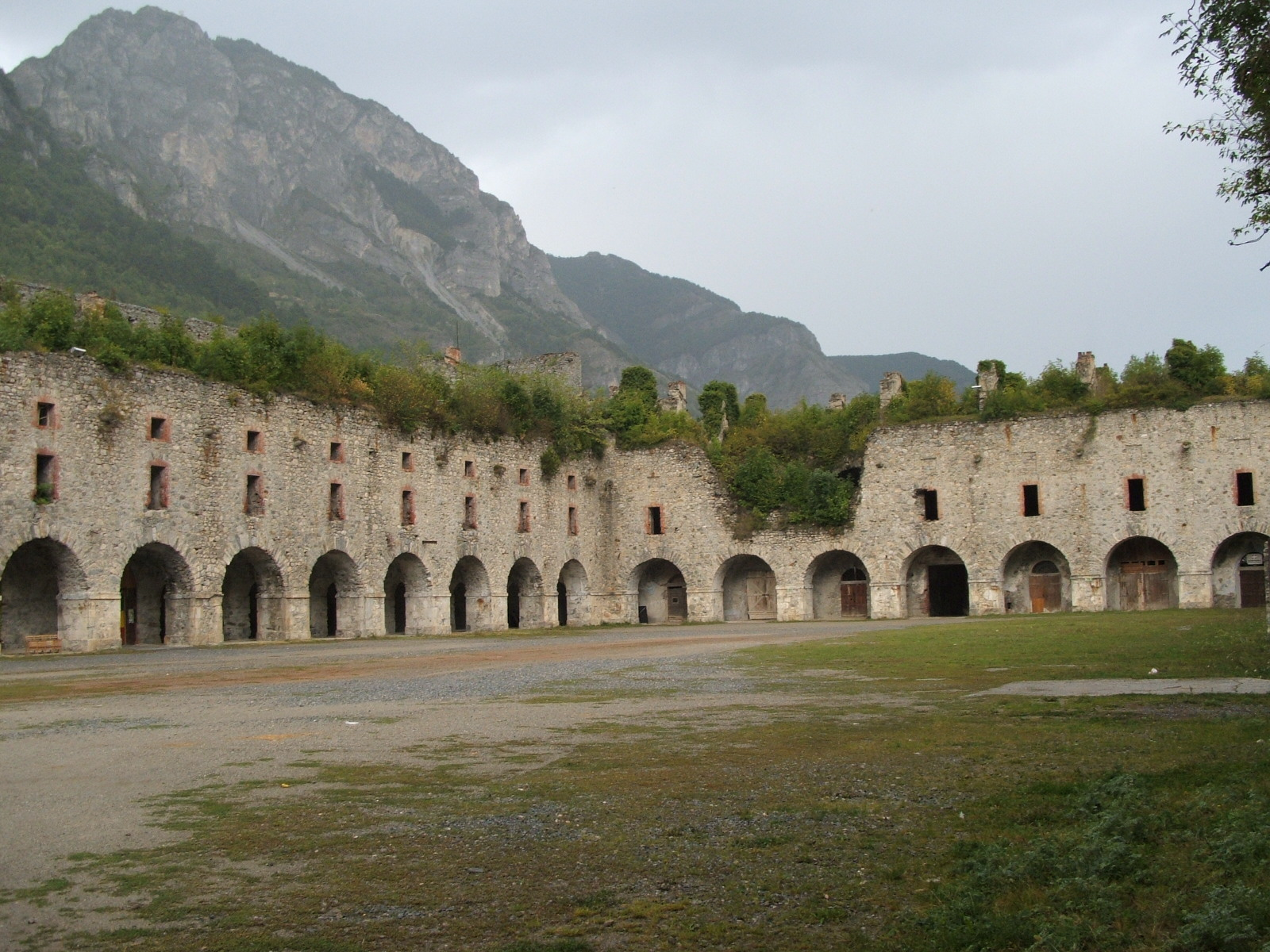
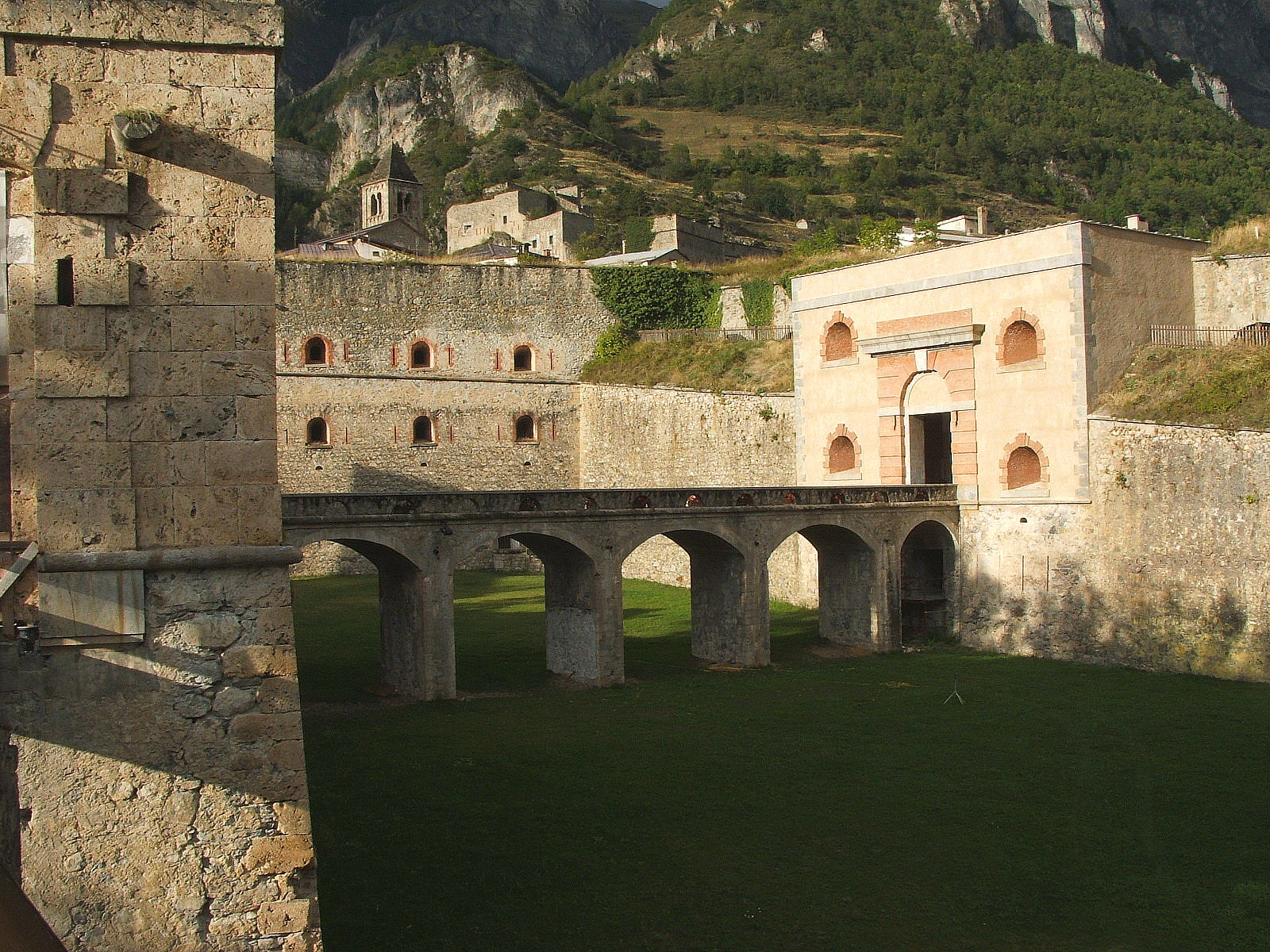

## 主な出身者
- ステファーニア・ベルモンド - 女子クロスカントリースキー選手、オリンピック金メダリスト。